# Black Jack (album)
Black Jack se jmenuje třetí řadové album skupiny Arakain. Bylo vydáno roku 1992 a obsahuje 9 skladeb. 16. května 2011 byla spolu s albem History Live vydána reedice Black Jack + History Live.

## Seznam skladeb
| Pořadí | Název           | Délka |
| ------ | --------------- | ----- |
| 1.     | Black Jack      |       |
| 2.     | Harlekýn        |       |
| 3.     | Labyrint        |       |
| 4.     | Zapomeň         |       |
| 5.     | High Attack     |       |
| 6.     | Ty se nezdáš    |       |
| 7.     | Kolonie termitů |       |
| 8.     | Ukolebávka      |       |
| 9.     | Don Quijote     |       |